# Famille Depardieu
Cette page explique l’histoire ou répertorie les différents membres de la famille Depardieu.
La famille Depardieu est une famille d'acteurs français.

## Personnalités
- Louis Auguste Depardieu (7 février 1863 à Montchevrier – 5 août 1944 à Montchevrier), cultivateur. Il épouse Marie Justine Augustine Guilbaud (18 avril 1868 à Orsennes – 31 janvier 1947 à Buxières-d'Aillac).
  - Louis Depardieu (18 février 1896 à Montchevrier – 17 juin 1931 à Montchevrier), cultivateur. Le 5 avril 1923 à Montchevrier, il épouse Émilienne Célestine Désirée Foulatier[1] (1er octobre 1894 à Montchevrier – 5 novembre 1984 à Paray-Vieille-Poste).
    - René Maxime Lionel Depardieu (14/05/1923 à Montchevrier – 17/09/1988 à Châteauroux), tôlier-formeur en carrosserie, membre des Compagnons du Devoir, pompier bénévole. Le 19 février 1944 à Châteauroux, il épouse Alice Jane Josèphe Marillier (3 octobre 1923 à Saint-Lupicin – 26 mars 1988 à Paris)[2].
      - Hélène Depardieu.
      - Éric Depardieu épouse Laurette Bailly.
      - Catherine Depardieu épouse Christian Ouvrai.
      - Franck Depardieu épouse Nathalie Cloud.
      - Alain Depardieu (1945), producteur de cinéma. Il épouse Jacqueline Anne-Marie Duval.
        - Guilain Rémi Depardieu (21 août 1974), réalisateur de documentaire. Il épouse Sénia Nadia Vugdalic (11 mars 1975), styliste photo.
          - Lou Juliette Depardieu (3 octobre 2001).
          - Antonin Alain Depardieu (20 août 2003).

        - Delphine Depardieu (8 mars 1979), actrice.

      - Gérard Depardieu (27 décembre 1948 à Châteauroux), acteur, réalisateur, producteur de cinéma, homme d'affaires. Le 11 avril 1970, il épouse (1) Élisabeth Dominique Lucie Guignot dite Élisabeth Depardieu (5 août 1941 à Paris), actrice. Le couple divorce en novembre 2006. Il vit ensuite avec (2) Karine Silla (6 juillet 1965 à Dakar), mannequin, actrice, réalisatrice, scénariste puis Carole Bouquet (3) puis Hélène Bizot (4), fille de l'anthropologue François Bizot puis Clémentine Igou (5), responsable du marketing d'un domaine viticole en Toscane.
        - (1) Guillaume Depardieu (7 avril 1971 à Paris – 13 octobre 2008 à Garches), acteur. Le 30 décembre 1999 à Bougival, il épouse Élise Ventre (12 janvier 1973 - 6 octobre 2020)[3], actrice. Le couple divorce en 2006.
          - Louise Depardieu (19 décembre 2000).

        - (1) Julie Depardieu (18 juin 1973 à Paris), actrice. Elle épouse Philippe Blanchard dit  Philippe Katerine (8 décembre 1968 à Thouars), auteur-compositeur-interprète, acteur, réalisateur, écrivain.
          - Billy Blanchard (16 juin 2011).
          - Alfred Blanchard (8 août 2012).

        - (2) Roxanne Depardieu (28 janvier 1992).
        - (4) Jean Depardieu (14 juillet 2006).

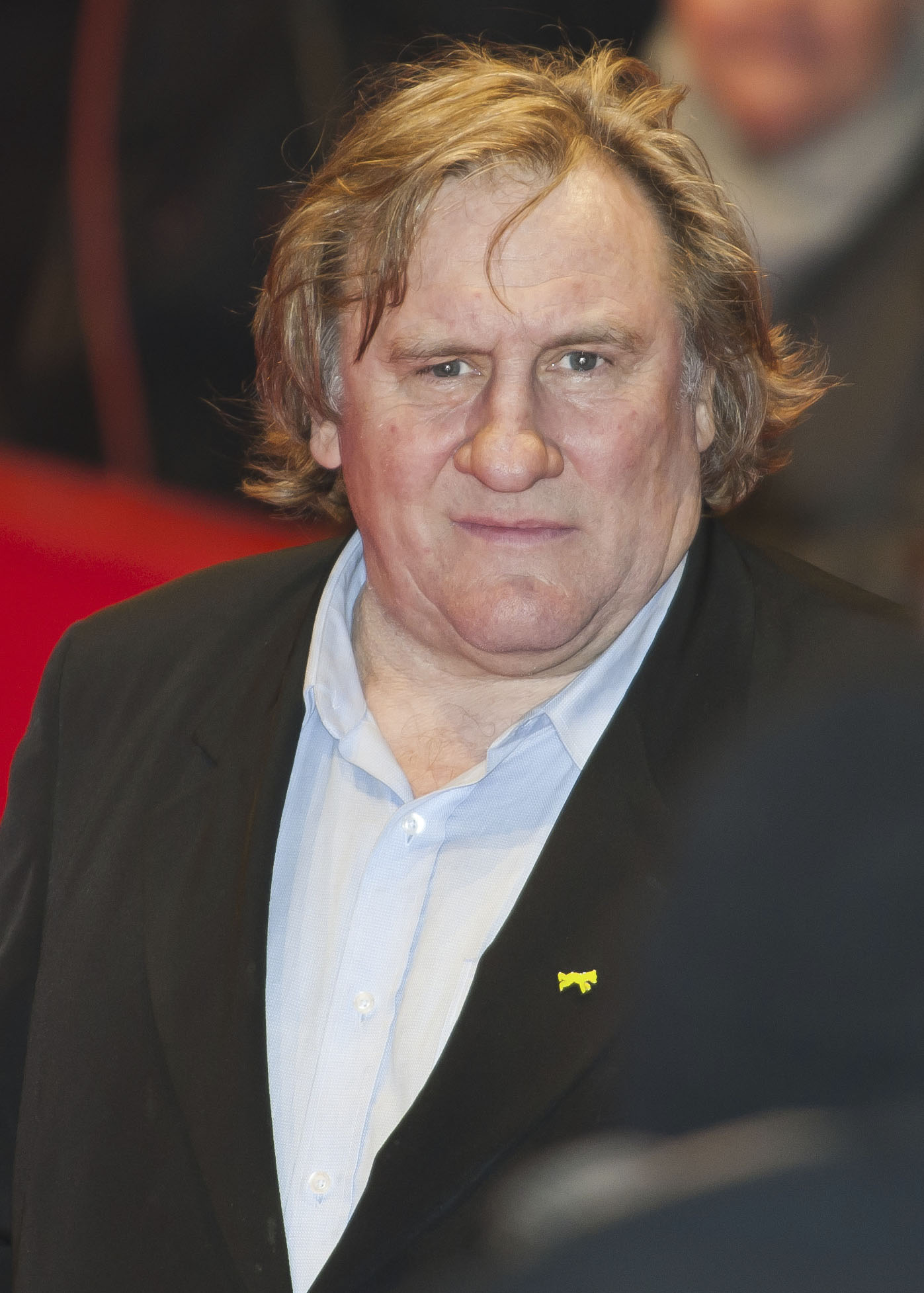
Gérard Depardieu (1948), acteur, réalisateur, producteur de cinéma, homme d'affaires
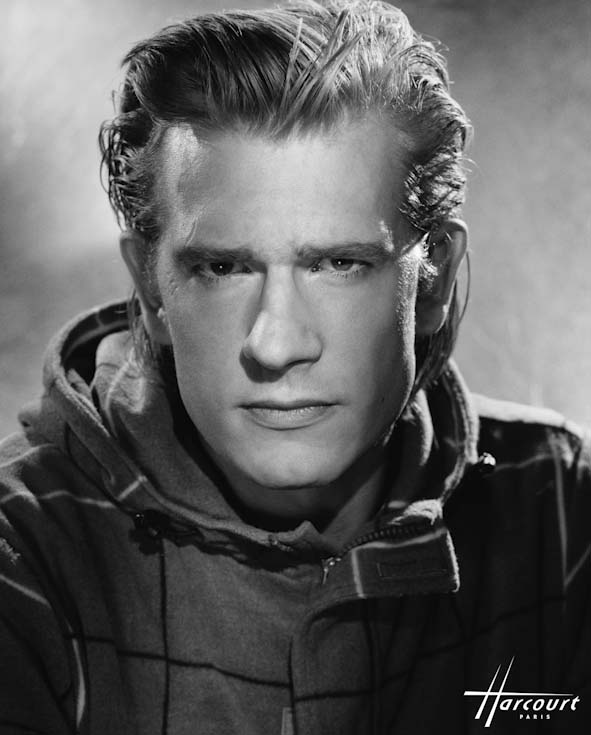
Guillaume Depardieu (1971-2008), acteur
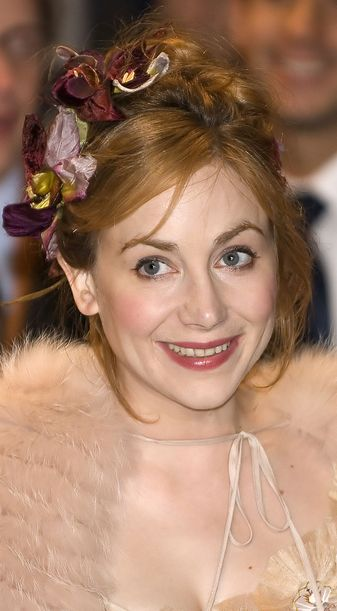
Julie Depardieu (1973), actrice
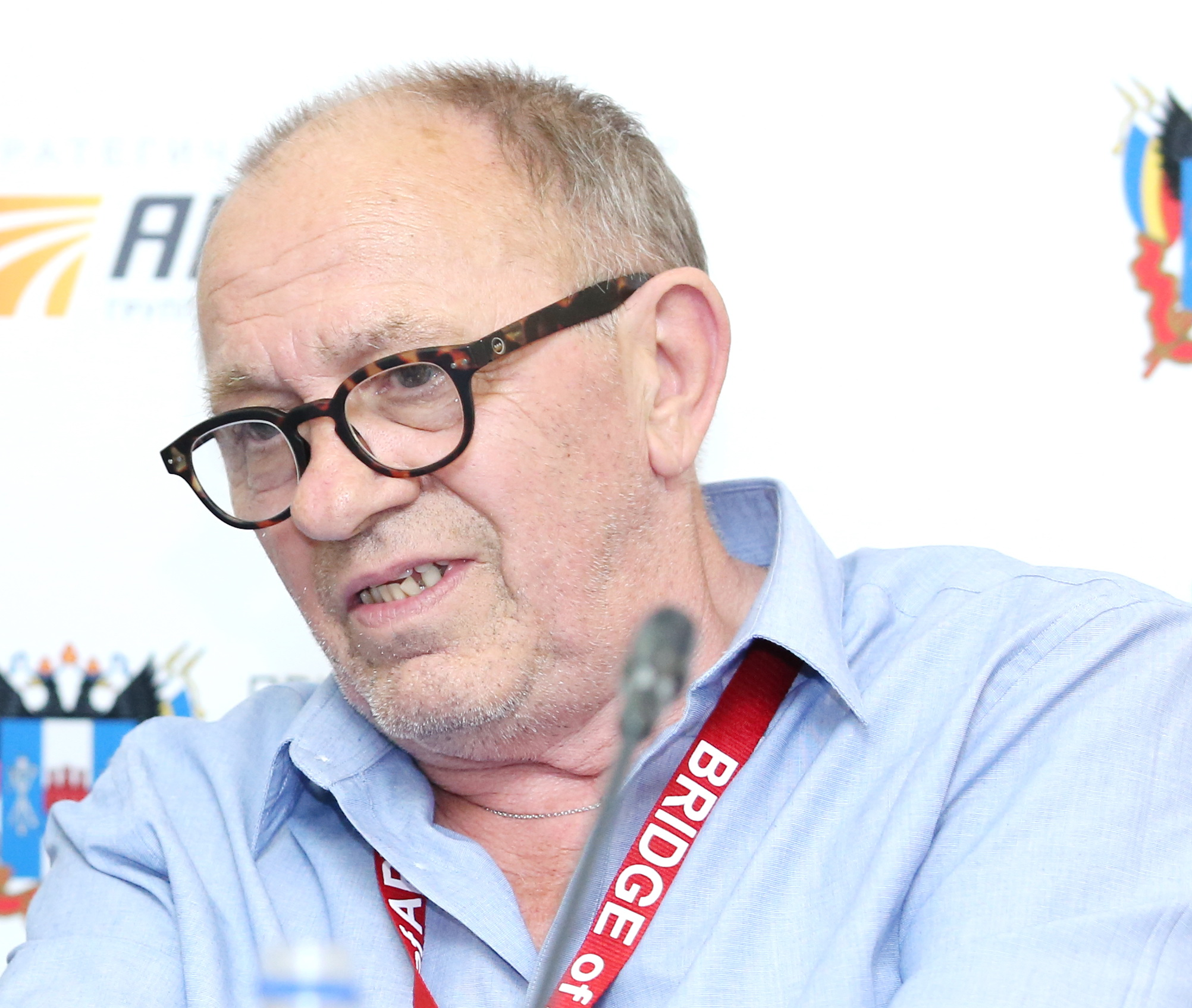
Alain Depardieu (1945), producteur de cinéma
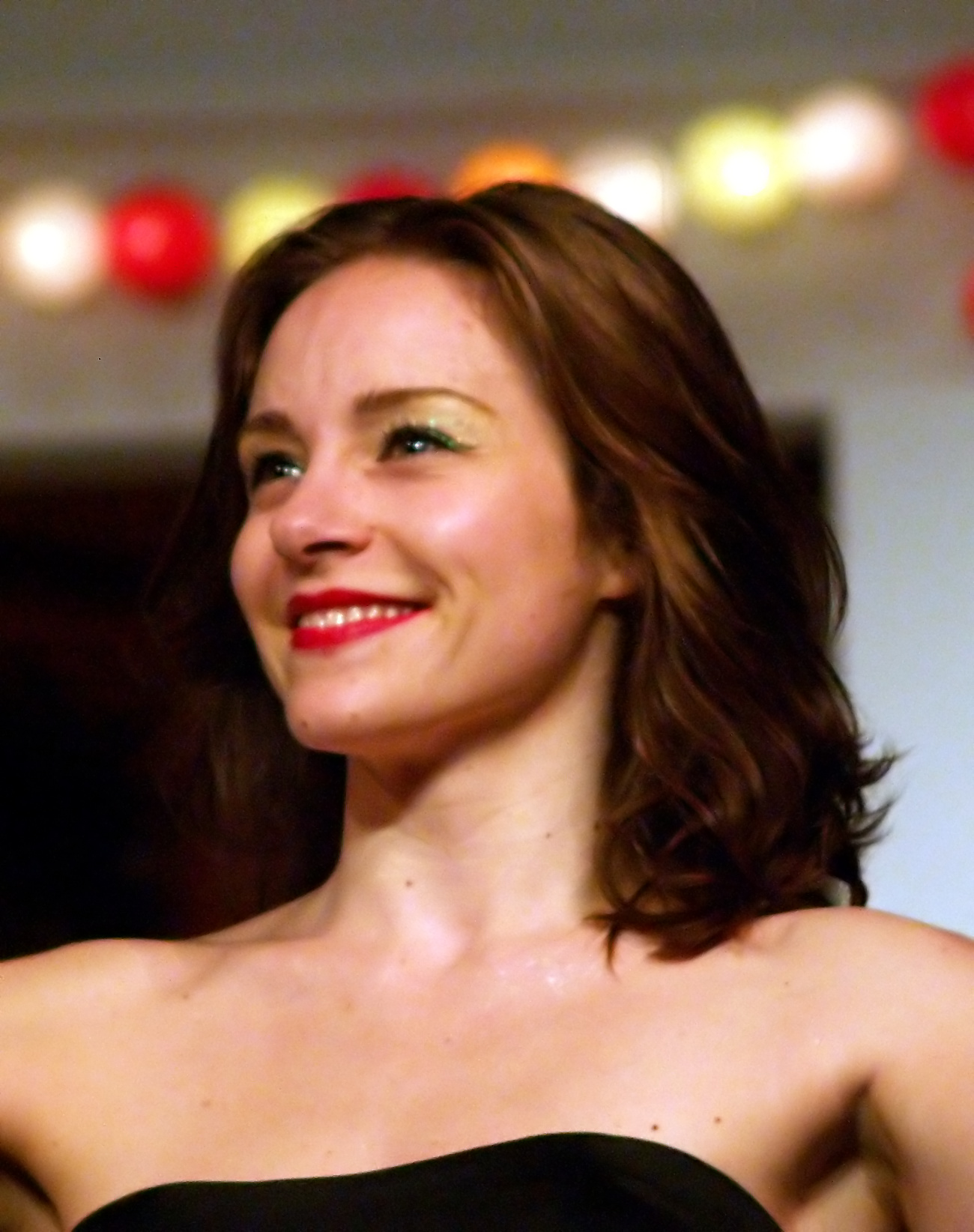
Delphine Depardieu (1979), actrice

## Pour approfondir